# Wypadek lotniczy

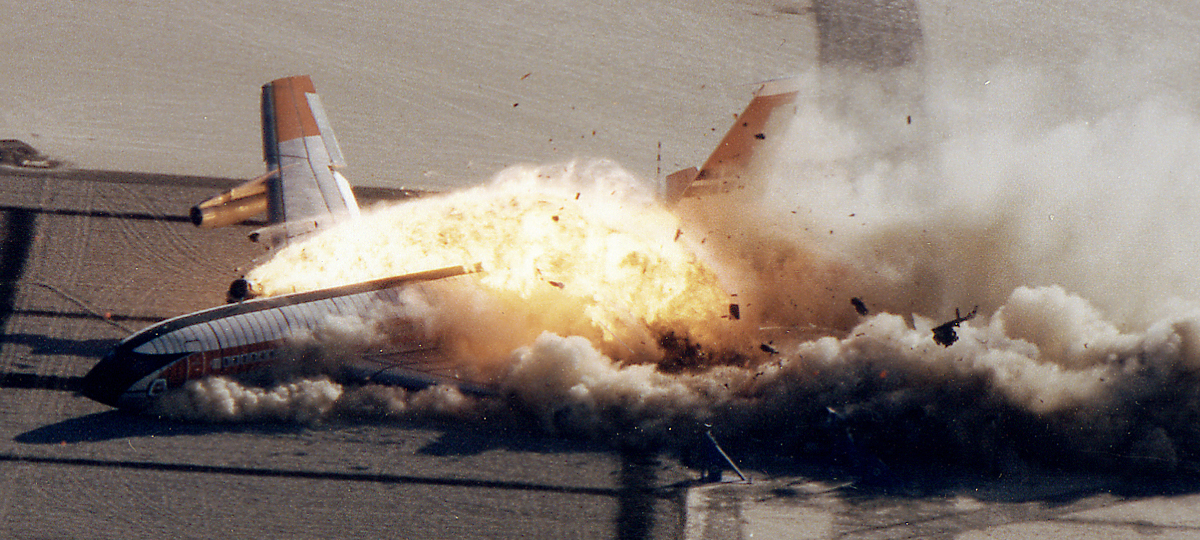
Kontrolowany „wypadek” samolotu Boeing 720

Wypadek lotniczy – zdarzenie związane z eksploatacją statku powietrznego, które w przypadku załogowego statku powietrznego odbywa się od momentu wejścia na pokład statku powietrznego jakiejkolwiek osoby z zamiarem odbycia lotu aż do opuszczenia pokładu przez te osoby, lub, w przypadku bezzałogowego statku powietrznego, odbywa się od momentu, gdy statek powietrzny jest gotowy do ruchu w celu wykonania lotu aż do czasu jego zatrzymania na koniec lotu i wyłączenia układu napędowego, w którym:
a) osoba znajdująca się na pokładzie statku powietrznego poniosła śmierć lub odniosła poważne obrażenia w następstwie:
- przebywania na pokładzie statku powietrznego, lub
- bezpośredniego kontaktu z jakąkolwiek częścią statku powietrznego, włączając części, które zostały od statku powietrznego odłączone, lub
- bezpośredniego działania podmuchu silnika statku powietrznego, z wyjątkiem przypadków, kiedy obrażenia są skutkiem przyczyn naturalnych, samookaleczenia lub zostały zadane przez inne osoby, lub kiedy osoba doznała obrażeń, ukrywając się poza obszarami zwykle dostępnymi dla pasażerów lub członków załogi; lub

b) statek powietrzny doznaje uszkodzenia lub doszło do zniszczenia jego elementu konstrukcyjnego w stopniu zagrażającym jego wytrzymałości konstrukcyjnej, osiągom lub właściwościom sterowniczym i w normalnych okolicznościach niezbędna byłaby poważna naprawa lub wymiana uszkodzonego elementu, z wyjątkiem niesprawności lub uszkodzeń silnika, w przypadku kiedy uszkodzenie ogranicza się do samego silnika (w tym jego osłon lub akcesoriów), śmigieł, końcówek skrzydeł, anten, sond, łopatek, opon, hamulców, kół, owiewek, paneli, klap podwozia, wycieraczek, poszycia statku powietrznego (takich jak małych wgnieceń lub dziur) lub niewielkich uszkodzeń łopat wirnika nośnego, łopat wirnika ogonowego, podwozia oraz tych spowodowanych przez grad lub zderzenie z ptakiem (w tym dziur w osłonie anteny radiolokatora); lub
c) statek powietrzny zaginął lub dostęp do niego jest całkowicie uniemożliwiony.

## Badanie wypadków lotniczych
Zgodnie z Załącznikiem 13 do Konwencji o międzynarodowym lotnictwie cywilnym, każde państwo ma obowiązek ustanowić stały krajowy organ ds. badania zdarzeń lotniczych (wypadków i incydentów), który jest niezależny w prowadzeniu badania i posiada nieograniczone uprawnienia w zakresie jego prowadzenia.
W Polsce badaniem okoliczności i przyczyn zdarzeń lotniczych zajmują się Państwowa Komisja Badania Wypadków Lotniczych (PKBWL) oraz Komisja Badania Wypadków Lotniczych Lotnictwa Państwowego (KBWLLP). Komisje nie orzekają co do winy i odpowiedzialności. Wyniki ich badań są niezależne, odrębne w stosunku do wszelkich postępowań sądowych lub administracyjnych służących orzeczeniu o winie lub odpowiedzialności i pozostają bez uszczerbku dla nich.
Badanie zdarzenia lotniczego (w tym wypadku) obejmuje:
1. zbieranie, rejestrację i analizę wszystkich istotnych informacji o zdarzeniu, z uwzględnieniem wszystkich czynników pozostających w związku przyczynowo-skutkowym i mogących mieć wpływ na jego zaistnienie;
2. zbieranie informacji medycznych w przypadku zaistnienia obrażeń ze skutkiem śmiertelnym lub poważnego obrażenia ciała osób uczestniczących w wypadku;
3. opracowanie raportu wstępnego i przedstawianie, jeśli taka konieczność wynika z uzyskanych informacji, doraźnych zaleceń profilaktycznych;
4. ustalenie, jeżeli jest to możliwe, przyczyn i okoliczności, w tym wypracowanie zaleceń mających na celu zapobieganie podobnym zdarzeniom w przyszłości i poprawę stanu bezpieczeństwa lotów;
5. opracowanie raportu końcowego.

## Typy wypadków lotniczych
Wypadki lotnicze w zasadzie należy podzielić na dwie kategorie: z udziałem samolotów cywilnych i będących rezultatem wypadków wyłącznie samolotów wojskowych (bądź innych statków powietrznych).
Podział ten jest o tyle uzasadniony, że jakkolwiek większość wypadków samolotów cywilnych dociera praktycznie niezwłocznie do opinii publicznej (z wyjątkiem wypadków w takich krajach, jak ZSRR lub ChRL, w których obowiązywała lub obowiązuje nadal cenzura), to jednak wypadki wyłącznie samolotów wojskowych często ukrywane bywają jako tajemnica wojskowa także w krajach demokratycznych. Wypadki samolotów wojskowych zazwyczaj nie pociągają za sobą tak licznych ofiar, jak te z udziałem setek pasażerów cywilnych, ale za to często niebezpieczeństwo, które wywołują, zagraża nie dziesiątkom czy setkom, ale tysiącom ludzi. Dlatego też przymiotnikiem „wielkie” określono tu także takie wypadki, w których poszkodowanych zostało tylko kilka osób, albo nawet nikt nie ucierpiał, za to zagrożenie obejmowało setki lub tysiące.

## Ustalanie przyczyn wypadków lotniczych
Międzynarodowe organizacje zajmujące się badaniem wypadków lotniczych, takie jak ICAO oraz CAST (Commercial Aviation Safety Team), opracowały wspólną taksonomię zdarzeń lotniczych, znaną jako CICTT Occurrence Categories. Ta klasyfikacja jest szeroko stosowana przez organy śledcze i agencje bezpieczeństwa lotniczego na całym świecie, w tym w systemach ICAO ADREP (Accident/Incident Data Reporting System – System Zgłaszania Danych o Wypadkach i Incydentach Lotniczych) oraz europejskim ECCAIRS (European Co-ordination Center for Aircraft Incident Reporting Systems). Od 2001 roku ADREP jest stopniowo zintegrowany z europejskim systemem ECCAIRS, który używa zgodnej taksonomii i formatu danych (ADREP/ECCAIRS XML).
Wypracowano szczegółowe definicje poszczególnych kategorii zdarzeń, z których za główne można uznać:
- ATM (Air Traffic Management Contribution – udział służb kontroli ruchu lotniczego),
- CFIT (Controlled Flight Into Terrain – kontrolowany lot ku ziemi),
- CTOL (Collision With Obstacle(s) During Takeoff and Landing – kolizja z przeszkodą (przeszkodami) podczas startu i lądowania),
- F-NI / F-POST (Fire/Smoke – Non-Impact / Fire/Smoke – Post-Impact – pożar/dym: przed zderzeniem / po zderzeniu),
- HUMAN (czynniki ludzkie: pilot, kontroler, mechanik itp.),
- LOC-I (Loss of Control – Inflight – utrata kontroli w locie),
- MAC (Mid-Air Collision – zderzenie w powietrzu),
- RE (Runway Excursion – opuszczenie pasa startowego),
- RI-VAP (Runway Incursion – Vehicle, Aircraft, or Person – wtargnięcie na pas startowy: pojazd, statek powietrzny, osoba),
- SCF-NP (System/Component Failure – Non-Powerplant – awaria systemu/składowej niezwiązanej z napędem),
- SCF-PP (System/Component Failure – Powerplant – awaria zespołu napędowego).

## Największe wypadki lotnicze

### Świat
Największy wypadek lotniczy wydarzył się 27 marca 1977 roku. W wyniku kolizji dwóch „Jumbo-Jetów” na Teneryfie, śmierć poniosło 583 ludzi.
Największy w skutkach wypadek pojedynczego samolotu miał miejsce 12 sierpnia 1985 roku, kiedy w Japonii, wskutek upadku samolotu Boeing 747 zginęło 520 osób.
Najtragiczniejszym rokiem był rok 1985. W 15 wypadkach lotniczych zginęły wówczas aż 1883 osoby.

### Polska
Największy wypadek lotniczy w Polsce wydarzył się 9 maja 1987 roku w Lesie Kabackim. W wyniku upadku samolotu PLL LOT 5055 zginęły 183 osoby.

## Bazy danych o wypadkach lotniczych
Jedną z największych baz danych o wypadkach lotniczych jest Aviation Safety Network (ASN). Zawiera opis 16690 wypadków i 1071 incydentów od 1919 r. i jest systematycznie uzupełniana o kolejne. Rozbudowaną bazę prowadzi także amerykańska NTSB.